# Гаттон (Алабама)
Гаттон (англ. Hatton) — переписна місцевість (CDP) в США, в окрузі Лоуренс штату Алабама. Населення — 244 особи (2020).

## Географія
Гаттон розташований за координатами 34°33′38″ пн. ш. 87°24′50″ зх. д. / 34.56056° пн. ш. 87.41389° зх. д. (34.560671, -87.413835).  За даними Бюро перепису населення США в 2010 році переписна місцевість мала площу 3,47 км², з яких 3,45 км² — суходіл та 0,02 км² — водойми.

## Демографія
Згідно з переписом 2010 року, у переписній місцевості мешкала 261 особа в 102 домогосподарствах у складі 71 родини. Густота населення становила 75 осіб/км².  Було 109 помешкань (31/км²).
Расовий склад населення:
| - 89,7 % — білих - 7,3 % — корінних американців |

До двох чи більше рас належало 3,1 %. Частка іспаномовних становила 0,0 % від усіх жителів.
За віковим діапазоном населення розподілялося таким чином: 20,3 % — особи молодші 18 років, 64,8 % — особи у віці 18—64 років, 14,9 % — особи у віці 65 років та старші. Медіана віку мешканця становила 40,3 року. На 100 осіб жіночої статі у переписній місцевості припадало 94,8 чоловіків;  на 100 жінок у віці від 18 років та старших — 84,1 чоловіків також старших 18 років.
Цивільне працевлаштоване населення становило 51 осіб. Основні галузі зайнятості: транспорт — 45,1 %, освіта, охорона здоров'я та соціальна допомога — 33,3 %, будівництво — 11,8 %, інформація — 9,8 %.